# Пригородное (Ивановская область)
Пригородное — село в Родниковском районе Ивановской области. Входит в состав Филисовского сельского поселения.

## География
Находится в центральной части Ивановской области у восточной окраины районного центра города Родники.

## История
Образовано в 2007 году.

## Население
| 2010 |
| ---- |
| 418  |